# Oceola (Ohio)
Oceola es un lugar designado por el censo ubicado en el condado de Crawford en el estado estadounidense de Ohio. En el Censo de 2020 tenía una población de 156 habitantes y una densidad poblacional de 120 personas por km².

## Geografía
Oceola se encuentra ubicado en las coordenadas 40°50′39″N 83°5′41″O / 40.84417, -83.09472. Según la Oficina del Censo de los Estados Unidos, Oceola tiene una superficie total de 1.3 km², de la cual 1.3 km² corresponden a tierra firme y (0%) 0 km² es agua.

## Demografía
Según el censo de 2010, había 190 personas residiendo en Oceola. La densidad de población era de 146,43 hab./km². De los 190 habitantes, Oceola estaba compuesto por el 98.95% blancos, el 0% eran afroamericanos, el 0.53% eran amerindios, el 0% eran asiáticos, el 0% eran isleños del Pacífico, el 0.53% eran de otras razas y el 0% pertenecían a dos o más razas. Del total de la población el 2.11% eran hispanos o latinos de cualquier raza.